# Luo Yunxi
Luo Yunxi (chinês tradicional: 羅雲熙, chinês simplificado: 罗云熙), também conhecido como Leo Luo,  é um ator chinês nascido em 28 de julho de 1988. Formou-se na Academia de Teatro de Xangai, com especialização em balé.
Luo ficou conhecido por seu papel como He Yichen no drama de sucesso My Sunshine. O ator alcançou o sucesso com o drama de romance de xianxia Cinzas do Amor, onde seu papel como um antagonista ambíguo recebeu críticas predominantemente positivas.

## Carreira
Com o pai professor de dança, ainda durante a infância, Luo iniciou seus estudos nesta arte. Posteriormente, optou por estudar balé na Academia de Teatro de Xangai, graduando-se, trabalhou como professor de dança.
Em 2010, Luo estreou no meio artístico ao entrar para o grupo JBOY3. No ano seguinte, o grupo se dissolve. Então, junto a Fu Longfei, Luo forma a dupla Double JL.
Em 2012, Luo inicia sua carreira como ator quando é escalado para o filme The Spring of My Life (lançado em 2015).

## Filmografia

### Filmes
| Ano  | Título                | Papel    | Notas/Ref.  |
| ---- | --------------------- | -------- | ----------- |
| 2015 | The Spring of My Life | Guo Yang | [ 2 ] [ 4 ] |

### Séries de Televisão
| Ano  | Título                           | Papel                    | Notas/Ref.    |
| ---- | -------------------------------- | ------------------------ | ------------- |
| 2014 | Hello Aliens                     | Guo Xin                  | [ 5 ]         |
| 2015 | My Sunshine                      | He Yichen (jovem)        | [ 6 ]         |
| 2016 | The Love of Happiness            | Su Lekai                 | [ 7 ]         |
| 2016 | Ultimate Ranger                  | Ju Heng                  | [ 8 ]         |
| 2016 | Fox in the Screen                | Yu Yan                   | [ 9 ]         |
| 2017 | A Life Time Love                 | Xuanyang Zhiruo          | [ 10 ]        |
| 2017 | Children's Hospital Pediatrician | Shen He                  | [ 11 ]        |
| 2018 | Cinzas do Amor                   | Runyu                    | Principal     |
| 2018 | Flip in Summer                   | Xiaoshen                 |               |
| 2019 | Princess Silver                  | Rong Qi                  | [ 13 ] [ 14 ] |
| 2019 | The Code of Siam                 | Professor Qin (Qin Ming) | Participação  |
| 2020 | And The Winner Is Love           | Shangguan Tou            | [ 15 ]        |
| 2020 | Love is Sweet                    | Yuan Shuai               | [ 16 ]        |
| 2021 | Guys with Kids                   | Yu Bo                    | [ 17 ]        |
| 2023 | Até o Fim da Lua                 | Tantai Jin               | [ 18 ]        |
| TBA  | Broker                           | Zhou Xiaoshan            | [ 19 ]        |
| TBA  | Lie to Love                      | Li Zeliang               | [ 20 ]        |
| TBA  | Immortality                      | Chu Wanning              | [ 21 ]        |
| TBA  | Light Chaser Rescue              | Luo Ben                  | [ 2 ]         |

## Prêmios e Indicações
| Ano  | Prêmio                                                              | Categoria                      | Trabalho Indicado                | Resultados | Ref.   |
| ---- | ------------------------------------------------------------------- | ------------------------------ | -------------------------------- | ---------- | ------ |
| 2017 | Mobile Video Festival                                               | Annual Charity Star Role Model | N/A                              | Venceu     | [ 22 ] |
| 2018 | 18° Chinese Campus Art Glory Festival                               | Artista Mais Popular nos Trend | N/A                              | Venceu     | [ 23 ] |
| 2019 | Golden Blossom - The Fourth Network Film And Television Festival    | Melhor Ator                    | Princess Silver                  | Indicado   | [ 24 ] |
| 2020 | 1st People's Daily Digital Communication and Fusion Screen Ceremony | Ator Influente                 | Children's Hospital Pediatrician | Venceu     | [ 25 ] |
| 2020 | China Literature Awards Ceremony                                    | Ator Mais Gato                 | Princess Silver                  | Venceu     | [ 26 ] |
| 2020 | 7th The Actors of China Awards                                      | Best Actor (Web series)        | Winner is Love                   | Indicado   | [ 27 ] |
| 2020 | iQIYI Screaming Night Festival                                      | Ator Mais Popular do Ano       | Love is Sweet                    | Venceu     | [ 28 ] |
| 2020 | Golden Blossom - The Fifth Network Film And Television Festival     | Melhor Ator                    | Winner is Love Love Is Sweet     | Indicado   | [ 29 ] |
| 2020 | Tencent Video All Star Awards                                       | Ator Mais Popular do Ano na TV | Winner is Love                   | Venceu     | [ 30 ] |
| 2021 | 2nd People's Daily Digital Communication and Fusion Screen Ceremony | Ator Dinâmico                  | Winner is Love Love Is Sweet     | Venceu     | [ 31 ] |

### Prêmios de Balé
| Ano  | Prêmio                                                                     | Categoria     | Resultados | Ref.   |
| ---- | -------------------------------------------------------------------------- | ------------- | ---------- | ------ |
| 2003 | Seventh Taoli Cup Dance Competition in China                               | Final Round   | Venceu     | [ 32 ] |
| 2008 | Sixth Lotus Award National College Dance Competition in China              | Gold Medal    | Venceu     | [ 33 ] |
| 2008 | Professional Dance Competition in Six Provinces and One City in East China | Winning Prize | Venceu     | [ 34 ] |